# 白布温泉

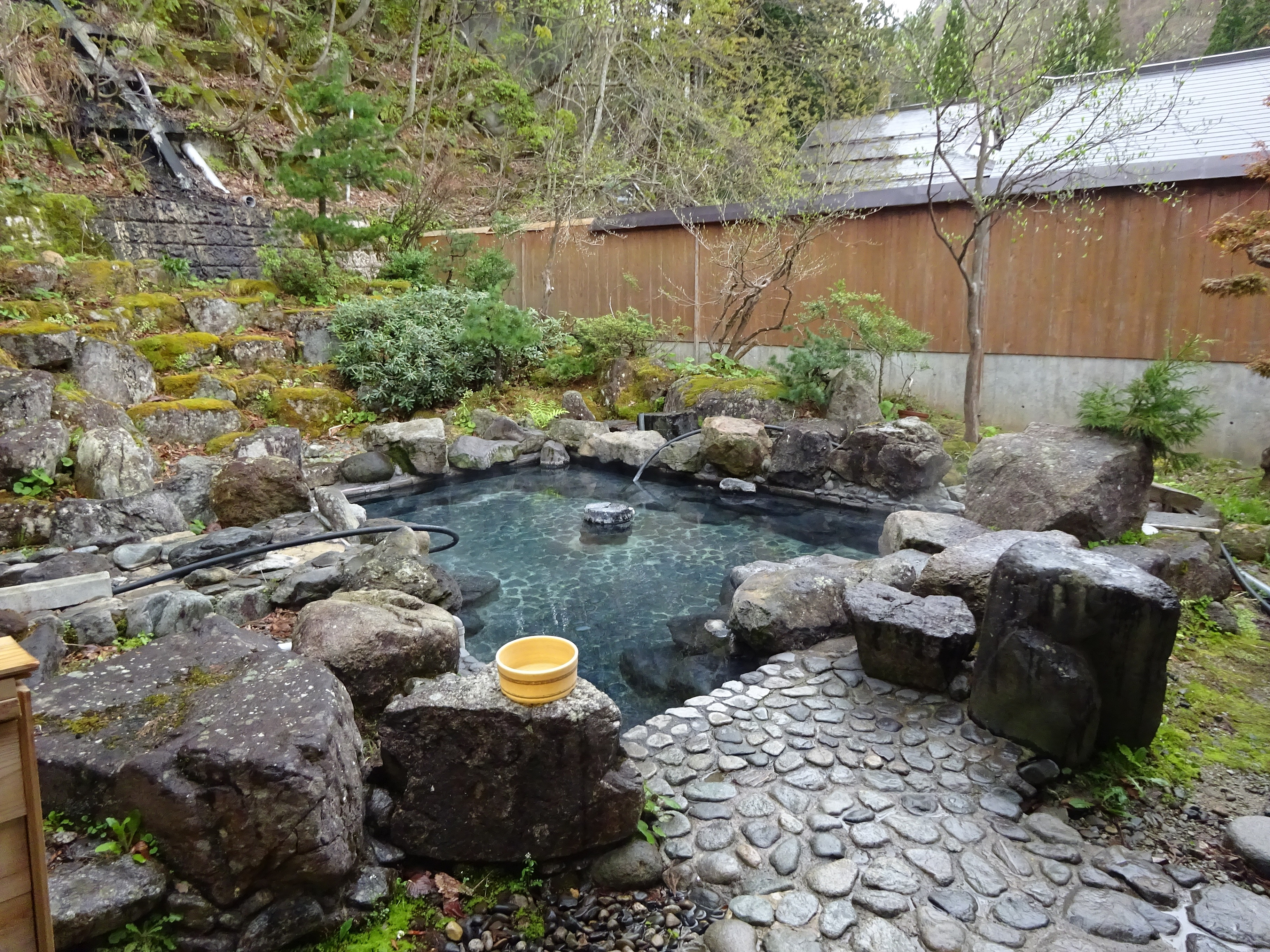
白布温泉「東屋」露天風呂

白布温泉（しらぶおんせん）は山形県米沢市（旧国出羽国、明治以降は羽前国）にある温泉。白布高湯温泉とも呼ばれる。
米沢八湯の一つで複数の温泉旅館が「温泉米沢八湯会」に加盟している。湯治場として400年を越える歴史を有しており、江戸時代には福島の高湯温泉、山形の蔵王温泉とともに奥羽三高湯に数えられた。

## 泉質
- 塩化物泉
  - 源泉温度60℃
  - 無色透明の源泉

湯量にも極めて恵まれており、源泉掛け流しの旅館が多い。

## 温泉街
標高約900メートルの吾妻山北西側に位置し冬季は雪深く、「秘境」的な現地の趣ある雰囲気に、東京をはじめ大都市圏からの観光客、オートバイでのツーリング客、またシーズン時にはスキー客も多い。
老舗である中屋旅館・東屋旅館・西屋旅館をはじめとする数軒の旅館が存在する。かつては昔ながらの茅葺き屋根で訪れる人々の心を癒した。現在では西屋旅館のみが茅葺屋根である。
足湯、打ち湯もあり、米沢牛や山菜中心の旅館の夕食は、老若男女問わず好評である。
付近には天元台スキー場や滝があり、野生の猿や狸、天然記念物のニホンカモシカにも出会える。

## 歴史
開湯は1312年であるとされる。武士であった佐藤宗純が、鷹が温泉で傷を癒しているところを発見したとされる。
白布温泉の名前の由来は複数存在する。
1. 温泉発見時の鷹に白い斑点があり、白斑鷹湯と名づけられ、それが転じて白布高湯、白布温泉となった。
2. 温泉の流れる様が白い布のようであった。
3. アイヌ語で霧氷のできる場所の意味である、シラブに由来し、後に漢字をあてがった。

戦国時代には伊達輝宗が入湯したとされる。
1604年から1615年の間、当地に米沢藩の鉄砲製造場が置かれた。
1790年には、上杉鷹山が入湯した。
中屋旅館、東屋旅館、西屋旅館の茅葺屋根の並びが名物であったが、2000年3月25日午後5時5分頃に中屋旅館を火元とする火事により、中屋旅館、東屋旅館が全焼した。

## アクセス
- 公共交通機関：JR米沢駅より山交バスで約50分。
- 道路：山形県道・福島県道2号米沢猪苗代線

## 周辺
- 天元台高原スキー場
- 新高湯温泉
- 西吾妻山
- 西吾妻スカイバレー